# مغامرة شوسكوم أولد بليس
مغامرة شوسكوم أولد بليس (The Adventure of Shoscombe Old Place) واحدة من 56 قصة قصيرة لشيرلوك هولمز من تأليف السير آرثر كونان دويل. واحدة من 12 في سلسلة كتاب قضايا شرلوك هولمز. نشرت القصة في 1927 في مجلة الستراند.

## الترجمة العربية
مغامرة شوسكوم أولد بليس - مؤسسة هنداوي، ترجمة نورهان السُّرت ومراجعة محمد حامد درويش.